# Explosies van Guadalajara
De explosies van Guadalajara waren een serie explosies in het netwerk van gasleidingen in de Mexicaanse stad Guadalajara op 22 april 1992. De ramp vond plaats in de wijk Analco in de sector Reforma en kostte aan zeker 206 mensen het leven.
In de dagen voorafgaand aan de ramp klaagden bewoners over een sterke benzinegeur, uit putdeksels kwam stoom en bij enkele huizen kwam er zelfs benzine uit de kraan. Na onderzoek van gemeentewerkers in de riolen bleek dat er gevaarlijk hoge hoeveelheden benzinedamp hingen. Burgemeester Enrique Dau Flores besloot echter niet in te grijpen omdat er geen gevaar zou dreigen.
Op 22 april, waarschijnlijk veroorzaakt door een vonk, vond er een explosie plaats in het rioolstelsel, die twaalf kilometer aan straten en duizenden woningen vernietigde, vijf uur later gevolgd door een tweede. De seismologische dienst in Mexico-Stad registreerde de klappen als aardbevingen met een kracht van respectievelijk 7,1 en 7,0 op de schaal van Richter. De explosies veroorzaakten een zeven kilometer lange kloof in de Avenida Gante. Volgens officiële cijfers vielen er 206 doden, 500 gewonden en raakten 15.000 mensen hun huis kwijt. Officieuze cijfers spreken van hogere aantallen. De financiële schade bedroeg 700 miljoen tot een miljard dollar. Het getroffen gebied is tegenwoordig herkenbaar aan haar modernere architectuur dan de rest van de stad.
Het gemeentebestuur en PEMEX, de betrokken gasleverancier, beschuldigden elkaar ervan verantwoordelijk te zijn voor de ramp en er vonden verschillende arrestaties plaats, maar uiteindelijk werd niemand veroordeeld. De ramp zou veroorzaakt zijn doordat nieuwe zinken en koperen buizen werden aangesloten op oude stalen buizen, die door de vochtigheid in het riool gereageerd zouden hebben, wat corrosie en uiteindelijk lekken veroorzaakt zou hebben. Ook zou het waterslot dat was aangelegd om een uitbreiding van de Metro van Guadalajara mogelijk te maken, ondeugdelijk geweest zijn. De ramp leidde tot het aftreden van burgemeester Dau en gouverneur Guillermo Cosío Vidaurri van Jalisco. Dau werd er bovendien van beschuldigd geld dat bedoeld was voor reddings- en herstelwerkzaamheden, in eigen zak te hebben gestoken. De explosies leidden samen met een aantal andere schandalen, waaronder de moord op Juan Jesús kardinaal Posadas Ocampo, aartsbisschop van Guadalajara, tot een grote nederlaag voor de Institutioneel Revolutionaire Partij (PRI) bij de verkiezingen in Jalisco van 1995.